# الوكالة الموريتانية للأنباء

شعار الوكالة الموريتانية للأنباء.

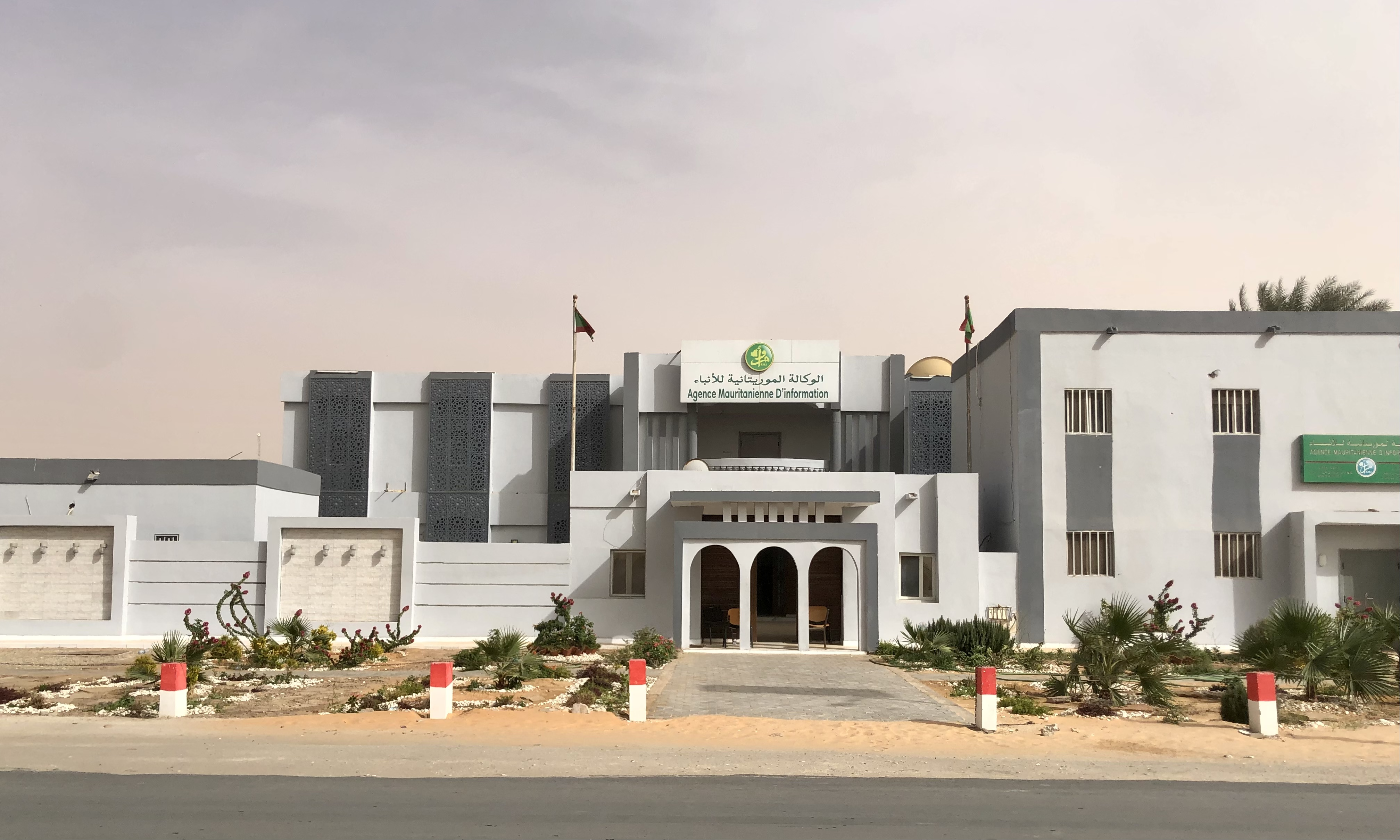
مبنى الوكالة الموريتانية للأنباء.

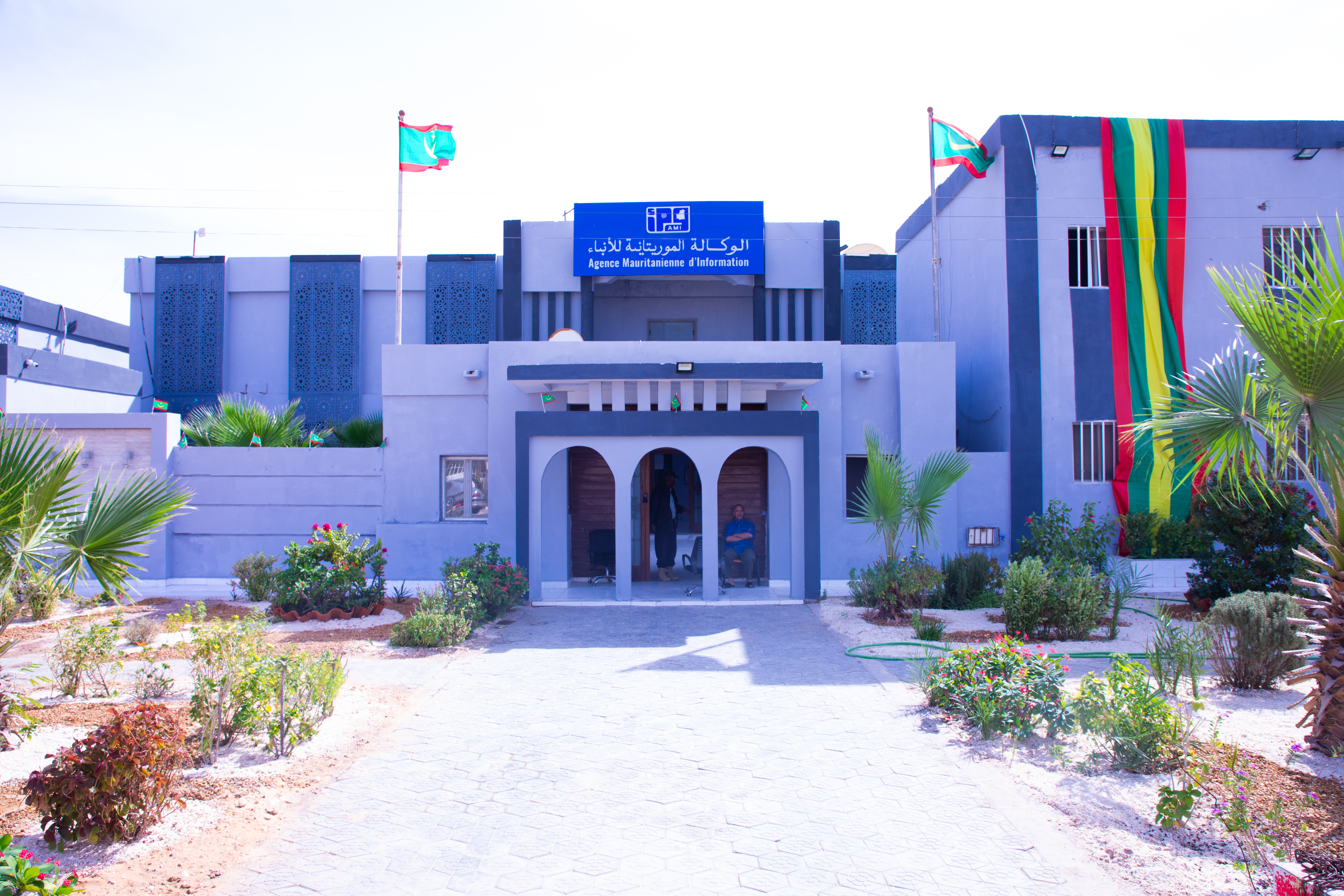

الوكالة الموريتانية للأنباء (وما) هي وكالة الأنباء الرسمية لدولة موريتانيا.
أنشئت الوكالة الموريتانية للأنباء في فاتح يوليو 1975 باسم «الوكالة الموريتانية للصحافة (AMP)» وبثت أول برقية على شريطها الإخباري في نفس اليوم وبالتزامن مع صدور أول عدد من جريدة الشعب بطبعتيها العربية والفرنسية.
وفي الرابع من أبريل سنة 1990 أعيدت هيكلة المؤسسة باسمها الحالي (الوكالة الموريتانية للأنباء - Agence Mauritanienne d’information) بعد إدماجها مع الشركة الوطنية للصحافة وإلحاق يوميتي الشعب وأوريزون بها، لتصبح مؤسسة عمومية ذات طابع إداري، تتمتع بالاستقلال المالي وتخضع لوصاية الوزارة المكلفة بالاتصال.
وقد أسندت إليها عدة مهام، تتمثل أساسا في جمع وتوزيع الأخبار الوطنية، والمساهمة في نشر الثقافة الوطنية والتعريف بتاريخ البلد، ونشر أخباره من خلال البرقيات والتقارير الإخبارية وإعداد الملفات الصحفية.
تقوم الوكالة اليوم بالمهام التقليدية لوكالات الأنباء من خلال:
- شريط إخباري بالعربية والفرنسية والإنجليزية يرصد كل الأحداث الوطنية، السياسية والاقتصادية والثقافية والاجتماعية، ويعتبر المصدر الأول والموثوق لأخبار موريتانيا.
- موقع على الإنترنت بثلاث واجهات عربية، فرنسية، إنجليزية، يحوي أرشيفا ومعطيات عامة عن موريتانيا (تاريخ، جغرافيا، مؤسسات دستورية، مقدرات اقتصادية، فرص استثمار..)
- الأخبار السريعة عبر منصاتها الرقمية على مواقع التواصل الاجتماعي، وخدمة الرسائل القصيرة (SMS)، إضافة إلى تقارير وتحقيقات وآراء ومعالجات على يوميتي: «الشعب» و«أوريزون» ومجلتي «الشعب» و«أوريزون» الشهرية.
وتعتمد الوكالة الموريتانية للأنباء AMI في إنجازها لهذه المهام على تحريرها المركزي ومحرريها المنتشرين في الوزارات والهيئات والمؤسسات العمومية، إضافة إلى مكاتبها الجهوية المتواجدة في عواصم الولايات ومراسليها في المدن الداخلية.
إضافة إلى هذه المهام تصدر الوكالة الموريتانية للأنباء (وما) جريدتي: «الشعب» و «أوريزون» أقدم وأهم صحيفتين يوميتين في البلاد، كما بدأت فاتح أغسطس 2020 إصدار مجلتي «الشعب» و«أوريزون» الشهرية المتخصصة.
تتمتع الوكالة الموريتانية للأنباء بعلاقات تعاون وشراكة مع كبريات وكالات الأنباء العالمية، حيث تستقبل بث معظمها، وتعتبر المسؤول عن توزيع خدماتها داخل موريتانيا.
كما أن الوكالة عضوا نشطا في التجمعات المهنية الإقليمية والقارية، فهي عضو مؤسس في مجمع وكالات أنباء المغرب العربي، وعضو في اتحاد وكالات الأنباء العربية، وتجمع وكالات البحر الأبيض المتوسط.
وبحكم مهنية طاقمها وخبرتها المتراكمة، فإن الوكالة الموريتانية للأنباء تحتل موقعا متميزا في المشهد الإعلامي الوطني، وتمثل المرجعية لدارسي تاريخ الصحافة الموريتانية، كما أنها تبقى القاطرة لأي تطور للإعلام الموريتاني.
وتتوفر الوكالة الموريتانية للأنباء على أرشيف ثري بالوثائق والصور والأفلام يوثق لأهم الأحداث والمحطات البارزة في تاريخ موريتانيا منذ ما قبل الاستقلال.
الموقع الرسمي للوكالة الموريتانية للأنباء